# Каміль Стефко
Каміль Іґнаці Стефко (пол. Kamil Ignacy Stefko; нар. 8 квітня 1875, Золочів — пом. 17 лютого 1966, Вроцлав) — польський правник, професор та ректор Львівського та Вроцлавського економічного університетів.

## Життєпис
Каміль Стефко народився 8 квітня 1875 року в Золочеві, в сім'ї Міхала та Каміли Стефко. Його мати була дочкою чеського математика Іґнаца Лемоха. Дитинство пройшло у Самборі, де Каміль Стефко у 1892 році закінчив гімназію. Закінчив правничий факультер Львівського (1897) та Берлінського університетів (1899).
У 1902 році Каміль Стефко здобув ступінь доктора права, а в 1907 — габілітувався з цивільного процесу на підставі дисертаційної роботи «Про застосування австрійського цивільного процесу» (пол. «O omieszkaniu wedle austryackiej procedury cywilnej»). Був окружним суддею у Бродах з 26 серпня 1899 до 31 серпня 1901 року, працював помічником адвоката до канцелярії крайового адвоката в Тернополі з 1 січня 1902 до 1 вересня 1903 року, керував адвокатською конторою у Львові.
З 1910 по 1916 рік Каміль Стефко був надзвичайним професором, а у 1916—1939 роках — звичайним професором Львівського університету. У міжвоєнний період Каміль Стефко також був директором наукового інституту права слов'янських народів Львівського університету.
У червні 1933 року відбулися вибори ректора Львівського університету, на яких переміг Марцелій Хлямтач. Однак міністр відмовився затвердити його на посаді. На повторних виборах переміг Генрик Гальбан, який і став ректором. Проте через хворобу він не міг виконувати обов'язки, і після його смерті 13 грудня 1933 року, Каміль Стефко був призначений виконувачем обов'язків ректора.
Після приходу большевиків, у травні 1940 року, Каміль Стефко переїхав зі Львова до Варшави.
У 1947 року Каміль Стефко був серед тих, хто створив Вищу школу економіки у Вроцлаві, а згодом співорганізатором та першим ректором Економічного університету (1947—1950).
Каміль Стефко помер 17 лютого 1966 року у Вроцлаві, де й був похований.

## Доробок
- «Дипломатичне звільнення від юрисдикції в цивільних справах» / «Dyplomatyczne zwolnienia od jurysdykcyi w sprawach cywilnych», 1938
- «Основні принципи польського цивільного процесу» / «Główne zasady polskiej procedury cywilnej», 1919
- «Погляд на історичний розвиток виконавчого законодавства» / «Rzut oka na historyczny rozwój prawa egzekucyjnego», 1916